# تلفزيون المستقبل
تلفزيون المستقبل هي قناة فضائية لبنانية تبث باللغة العربية. تأسست في لبنان في عام 1993 عن طريق الراحل رفيق الحريري رئيس الوزراء اللبناني السابق. يمكن مشاهدة بث قناة المستقبل في الأراضي العربية كما لها تواجد في أوروبا وقارة أمريكا الشمالية وإستراليا.
تميل القناة لتأييد الموقف السياسي لتيار المستقبل الذي أسسه الراحل رفيق الحريري ويقوده سعد الدين الحريري حاليّا.

الشعار الأول لتلفزيون المستقبل بداية التسعينات

الشعار الثاني لتلفزيون المستقبل بداية الألفين

## برامج مشهورة
- الأخبار: تبث الأخبار عامة بالعربية وأحيانا تصدر موجزات أخبارية بالإنجليزية أو الفرنسية أو الأرمنية.
- عالم الصباح
- سيرة وانفتحت: برنامج حواري مفتوح عن قضايا المجتمع والسياسة يستضيفه المذيع زافين.
- خليك بالبيت: برنامج مقابلات يستضيفه المذيع زاهي وهبي وأحيانا شهناز عبدالله.
- لا يمل: برنامج فكاهي ساخر يتطرق لقضايا وسياسة لبنان.
- سوبر ستار: برنامج يتنافس في المتسابقون العرب للوصول للقب سوبر ستار وهو يعتبر نسخة العربية من البرنامج البريطاني بوب أيدول "Pop Idol".
- الحلقة الأضعف: برنامج مسابقات وهو النسخة العربية من The Weakest Link.
- الفخ: برنامج مسابقات وهو النسخة العربية من The Trap.
- الاستحقاق: برنامج سياسي إسبوعي إعداد وتقديم علي حمادة.
- DNA: برنامج سياسي ساخر من الإثنين إلى الجمعة من كل إسبوع إعداد وتقديم نديم قطيش .

## إغلاق القناة
توقف بث قناة المستقبل الأرضية والفضائية وقناة المستقبل الإخبارية لمدة غير محددة وذلك بعد أن طوّق مسلحون مبنى القناة التابعة لتيار المستقبل الذين هددوا العاملين باقتحامها في حال إذا لم يتوقف البث كما أغلقت أيضا صحيفة المستقبل التي تعرضت لهجوم من مسلحين تابعين للحزب القومي السوري الاجتماعي حيث أطلقوا قذائف من أسلحتهم المتوسطة على مبني الصحيفة حيث كان صحفيوها بداخل المبنى متسببين في حريق بالمبنى وذلك يوم الجمعة الموافق ل9 مايو 2008 وقد قام الجيش اللبناني بمحاصرة المباني بعد إخلاءها دون أن يُصاب من بداخلها بضرر .

## استعادة البث
استعادت المحطة بثها يوم 13 مايو 2008 وقد هاجمت بشدة حزب الله. الذي هاجم مسلحوه ومسلحي حركة أمل مقر القناة في وقت سابق.

## إيقاف البث نهائيا
في 20 سبتمبر 2019 أعلن الرئيس سعد الحريري تعليق البث بعد الديون والمصاعب الاقتصادية التي مرت بها قائلا 

## عادت إلى البث
في 25 نوفمبر 2020 عودة تلفزيون المستقبل إلى البث عبر الترددات التالية:
- نايل سات: 11823 V 27500 5/6 SD
- عرب سات: 11977 V 27500 3/4 HD

## وصلات خارجية
- الموقع الرسمي